# Raneburg (Fraktion, Gemeinde Matrei in Osttirol)
Raneburg ist eine Fraktion der Gemeinde Matrei in Osttirol. Die Ortschaft liegt im Tauerntal und hat 14 Einwohner (Stand 1. Jänner 2024).

## Geographie
Raneburg liegt im nördlichen Tauerntal zwischen der Fraktion Berg im Südwesten und der Fraktion Tauer im Norden. Die Fraktion umfasst den an der Felbertauernstraße liegenden Einzelhof Unterrainer (Raneburg 2) im Süden, den hoch über den Tauerntal liegenden Einzelhof Asslab (Raneburg 1 und 1a) sowie die Einzelsiedlung Raneburg, die die Höfe Lagner (Raneburg 4), Unter-Taunterer (Raneburg 5) und Wirtler (Raneburg 6) umfasst. Zur Fraktion Raneburg gehören zudem die Kalser Alm, die Kessleralm, die Landeggalm, die Obere Taxeralm, die Raneburger Alm, die Untere Taxeralm, die Unterwaldalm und die Karl-Fürst-Hütte.

## Geschichte
Raneburg gehörte dabei immer zu den kleinsten Fraktionen von Matrei in Osttirol und wurde 1869 von 16 Personen bewohnt. Bei der Volkszählung 1890 wurden für Raneburg und das nördlich gelegene Tauer 21 Personen gezählt. 2001 wurde Raneburg von 18 Personen bewohnt. Ab 2004 geriet Raneburg in das Visier der medialen Berichterstattung, nachdem der Energiekonzern TIWAG Pläne zur Errichtung des Pumpspeicherkraftwerks Matrei-Raneburg veröffentlicht hatte. In der Folge wurde das Pumpspeicherkraftwerk zu einem Ausleitungskraftwerk umgeplant.